# Senátní obvod č. 58 – Brno-město

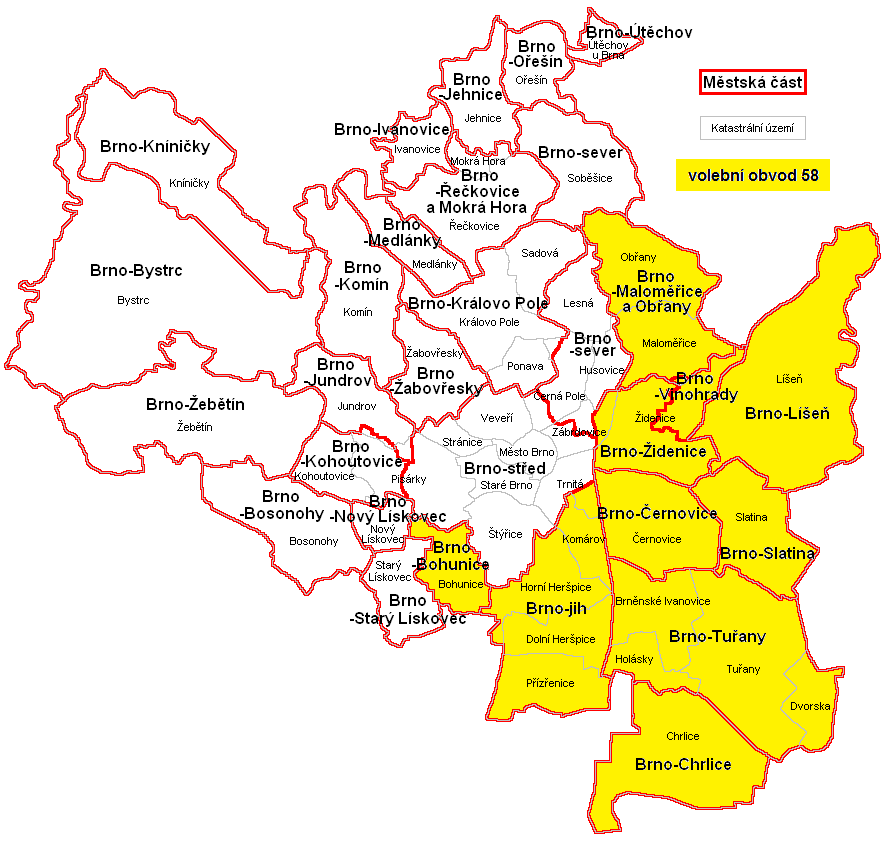
Senátní obvod č. 58 na mapě Brna

Senátní obvod č. 58 – Brno-město je podle zákona č. 247/1995 Sb. tvořen částí okresu Brno-město, tvořenou městskými částmi Brno-jih, Brno-Bohunice, Brno-Černovice, Brno-Židenice, Brno-Líšeň, Brno-Vinohrady, Brno-Maloměřice a Obřany, Brno-Tuřany, Brno-Slatina a Brno-Chrlice.
Současným senátorem je od roku 2016 Jiří Dušek, nestraník zvolený za koalici ČSSD, ODS, Vas a Fakt Brno. V Senátu je členem Senátorského klubu ODS a TOP 09.

## Senátoři

Luděk Zahradníček
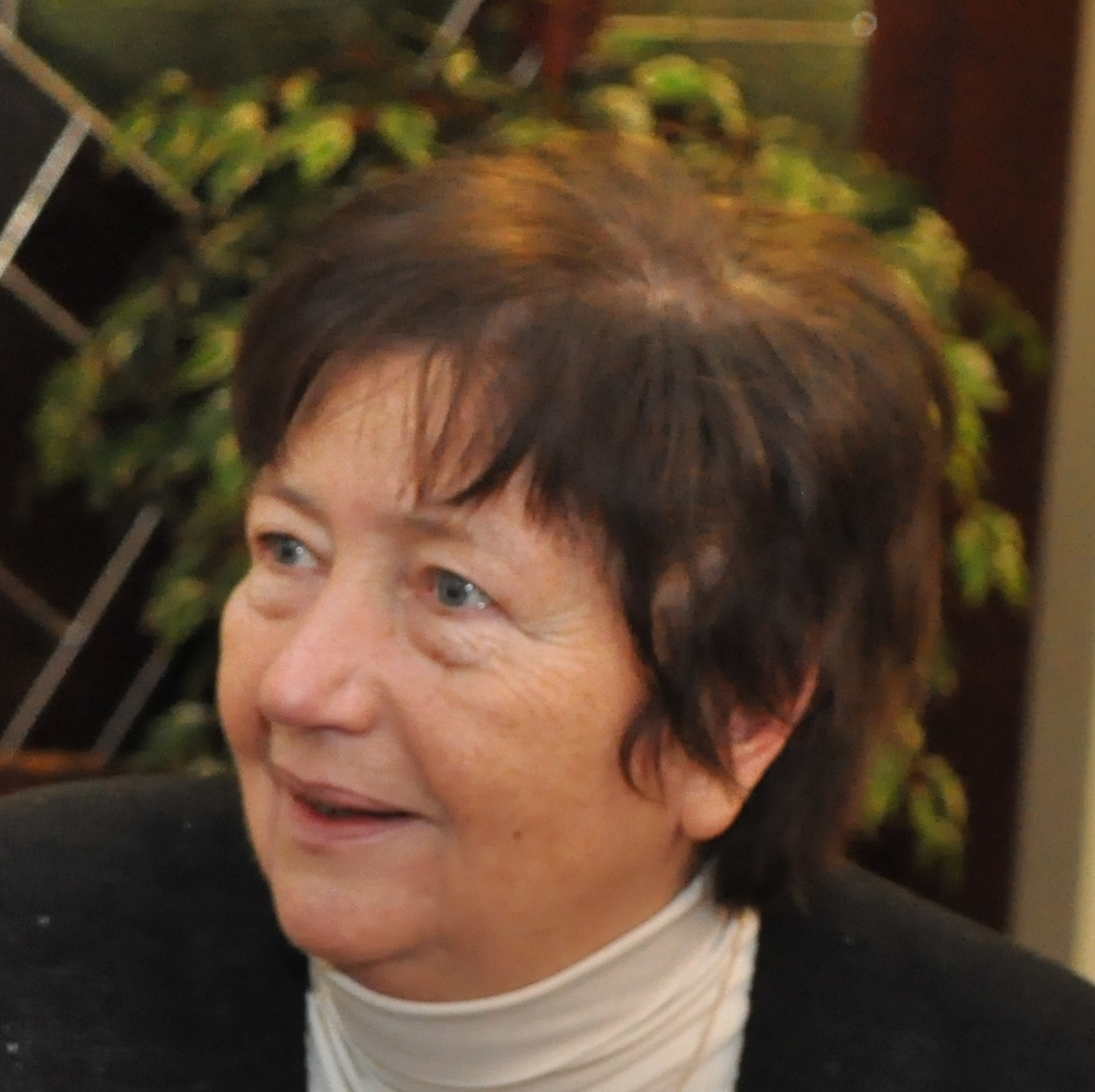
Dagmar Lastovecká
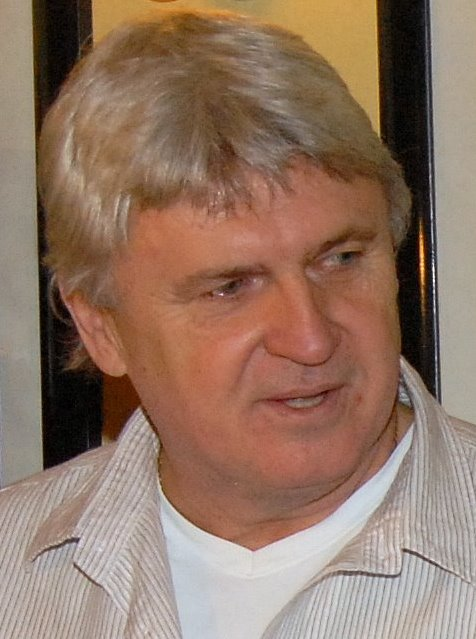
Karel Jarůšek
Rostislav Slavotínek
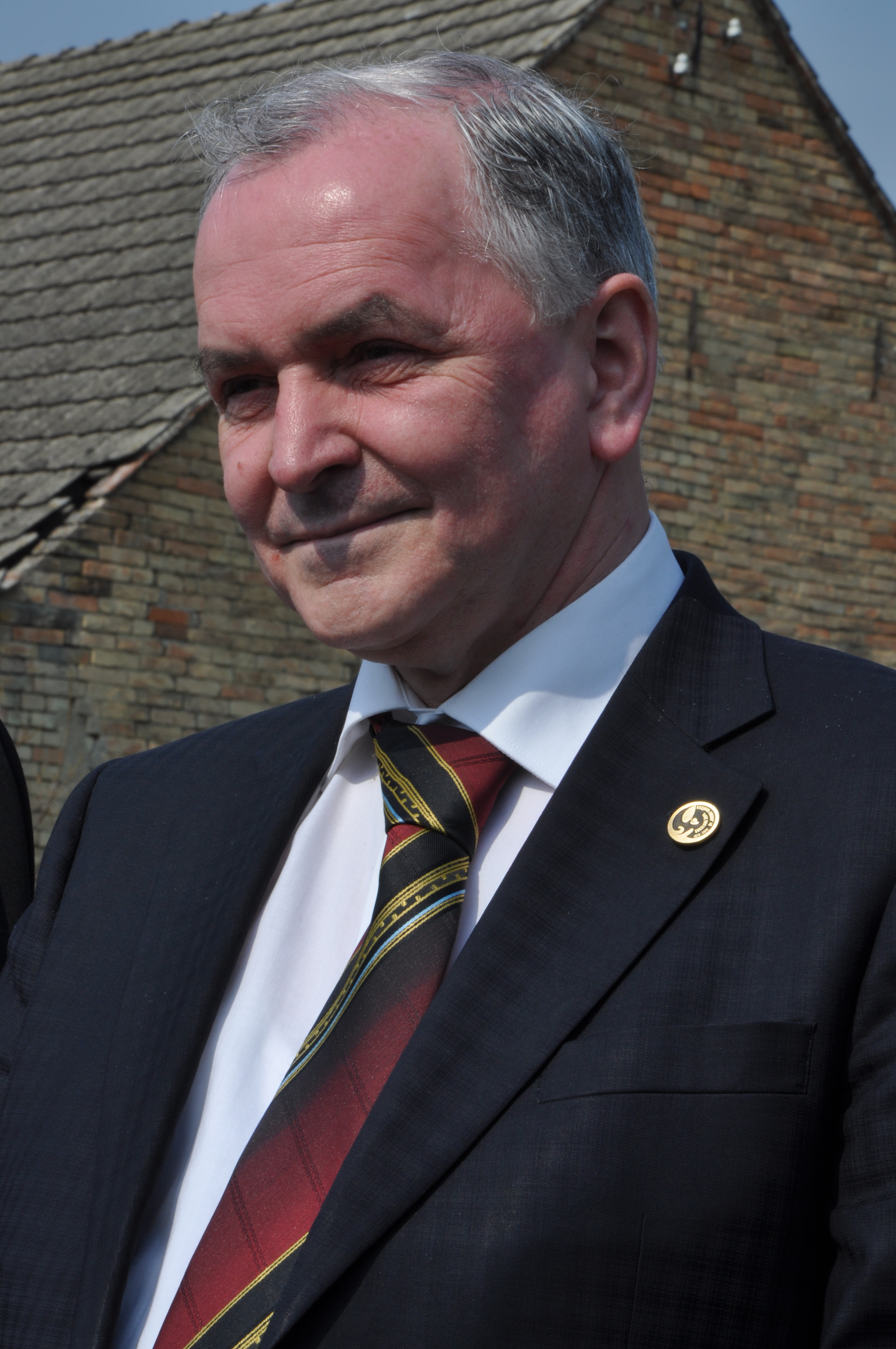
Stanislav Juránek
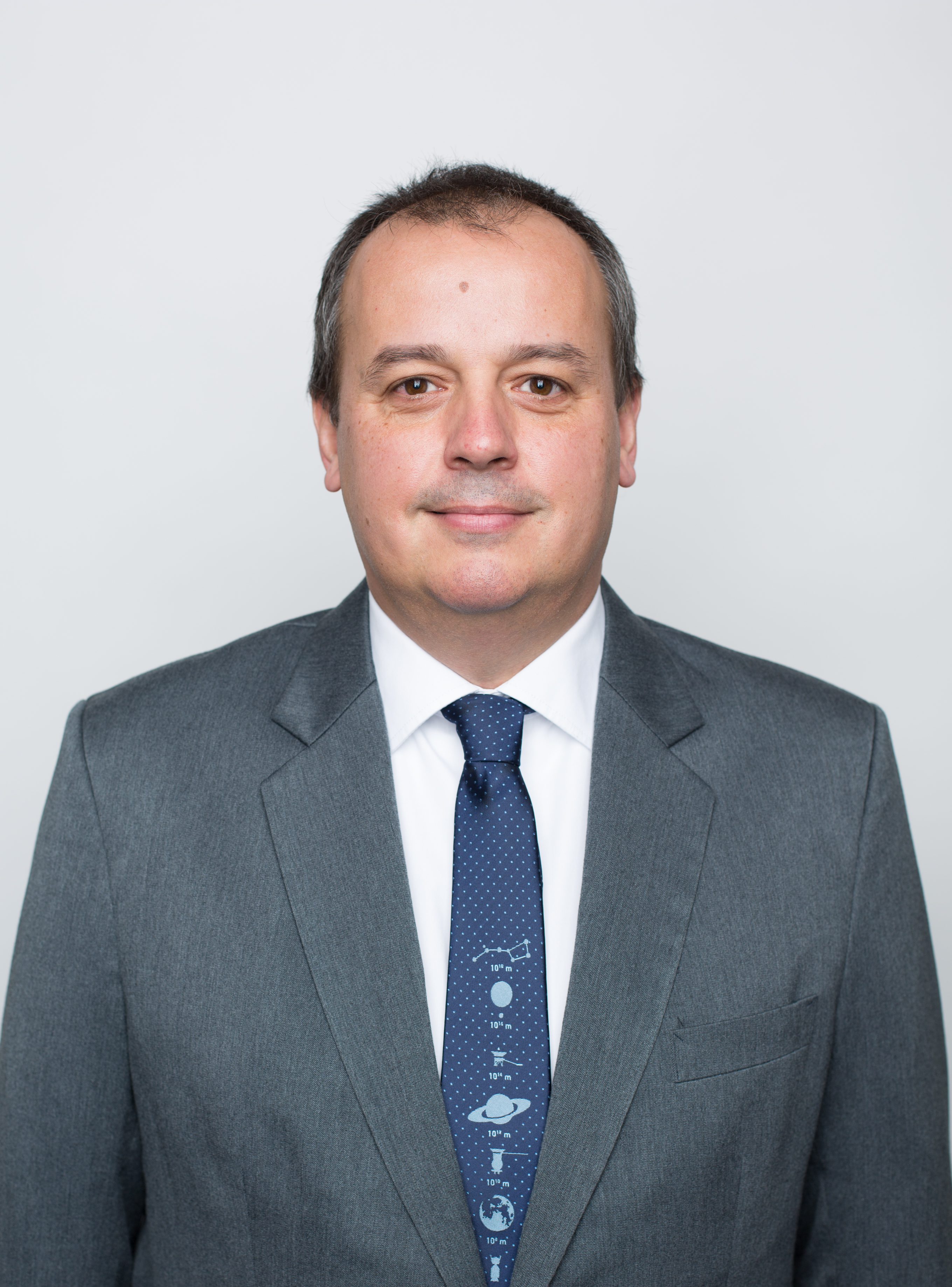
Jiří Dušek

| Volby | Volby                   | Senátor                   | Volební strana            | Navrhující strana | Politická příslušnost | Odkaz  |
| ----- | ----------------------- | ------------------------- | ------------------------- | ----------------- | --------------------- | ------ |
|       | 1996                    | RNDr. Luděk Zahradníček   | ODS                       | ODS               | ODS                   | profil |
| 1998  | JUDr. Dagmar Lastovecká | profil                    | ODS                       | ODS               | ODS                   |        |
| 2003  | Karel Jarůšek           | profil                    | ODS                       | ODS               | ODS                   |        |
|       | 2004                    | Ing. Rostislav Slavotínek | KDU-ČSL                   | KDU-ČSL           | KDU-ČSL               | profil |
| 2010  | Ing. Stanislav Juránek  | profil                    | KDU-ČSL                   | KDU-ČSL           | KDU-ČSL               |        |
|       | 2016                    | Mgr. Jiří Dušek, Ph.D.    | ANO                       | ANO               | BEZPP                 | profil |
|       | 2022                    | Mgr. Jiří Dušek, Ph.D.    | ČSSD, ODS, Vas, Fakt Brno | ODS               | BEZPP                 | profil |

## Volby

### Rok 1996
| Kandidát | Kandidát                      | Volební strana | Navrhující strana | Politická příslušnost | Počet hlasů (1. kolo) | %     | Počet hlasů (2. kolo) | %     |
| -------- | ----------------------------- | -------------- | ----------------- | --------------------- | --------------------- | ----- | --------------------- | ----- |
|          | RNDr. Luděk Zahradníček       | ODS            | ODS               | ODS                   | 11 000                | 37,98 | 14 669                | 54,45 |
|          | PaedDr. Vilém Buriánek        | ČSSD           | ČSSD              | ČSSD                  | 6 097                 | 21,05 | 12 273                | 45,55 |
|          | doc. Ing. Jan Satoria, DrSc.  | KSČM           | KSČM              | KSČM                  | 3 629                 | 12,53 | —                     | —     |
|          | doc. PhDr. Jiří Pernes, Ph.D. | ODA            | ODA               | ODA                   | 3 088                 | 10,66 | —                     | —     |
|          | Ing. Ludvík Motyčka           | KDU-ČSL        | KDU-ČSL           | KDU-ČSL               | 3 051                 | 10,53 | —                     | —     |
|          | Milan Černocký                | MSLK_96        | MOR_SLEZ          | HSMS-MNSj             | 1 072                 | 3,70  | —                     | —     |
|          | RNDr. Bohumil Pokorný, CSc.   | SZ             | SZ                | SZ                    | 549                   | 1,90  | —                     | —     |
|          | Jaroslav Popelka              | H.A.           | H.A.              | H.A.                  | 476                   | 1,64  | —                     | —     |

### Rok 1998
| Kandidát | Kandidát                    | Volební strana | Navrhující strana | Politická příslušnost | Počet hlasů (1. kolo) | %     | Počet hlasů (2. kolo) | %     |
| -------- | --------------------------- | -------------- | ----------------- | --------------------- | --------------------- | ----- | --------------------- | ----- |
|          | JUDr. Dagmar Lastovecká     | ODS            | ODS               | ODS                   | 9 562                 | 33,40 | 9 797                 | 50,68 |
|          | Mgr. Václav Božek, CSc.     | ČSSD           | ČSSD              | ČSSD                  | 6 955                 | 24,30 | 9 534                 | 49,32 |
|          | RNDr. Luděk Zahradníček     | 4KOALICE       | 4KOALICE          | US-DEU                | 6 875                 | 24,02 | —                     | —     |
|          | doc. PhDr. Josef Kůta, CSc. | KSČM           | KSČM              | KSČM                  | 3 540                 | 12,37 | —                     | —     |
|          | Ing. Jiří Vachek            | NEZ            | NEZ               | BEZPP                 | 1 694                 | 5,92  | —                     | —     |

### Rok 2003 (doplňovací)
| Kandidát | Kandidát                   | Volební strana | Navrhující strana | Politická příslušnost | Počet hlasů (1. kolo) | %     | Počet hlasů (2. kolo) | %     |
| -------- | -------------------------- | -------------- | ----------------- | --------------------- | --------------------- | ----- | --------------------- | ----- |
|          | Karel Jarůšek              | ODS            | ODS               | ODS                   | 4 858                 | 31,63 | 4 761                 | 50,11 |
|          | Ing. Rostislav Slavotínek  | KDU-ČSL        | KDU-ČSL           | KDU-ČSL               | 2 822                 | 18,37 | 4 740                 | 49,88 |
|          | RNDr. Daniel Borecký, CSc. | KSČM           | KSČM              | KSČM                  | 2 267                 | 14,76 | —                     | —     |
|          | Petr Cibulka               | PB             | PB                | PB                    | 2 043                 | 13,30 | —                     | —     |
|          | doc. Ing. arch. Jiří Löw   | "LIRA"         | "LIRA"            | BEZPP                 | 1 952                 | 12,70 | —                     | —     |
|          | MUDr. Marie Součková       | ČSSD           | ČSSD              | ČSSD                  | 1 155                 | 7,52  | —                     | —     |
|          | Ing. Jiří Vachek           | NEZ            | NEZ               | NEZ                   | 261                   | 1,69  | —                     | —     |

### Rok 2004
| Kandidát | Kandidát                   | Volební strana | Navrhující strana | Politická příslušnost | Počet hlasů (1. kolo) | %     | Počet hlasů (2. kolo) | %     |
| -------- | -------------------------- | -------------- | ----------------- | --------------------- | --------------------- | ----- | --------------------- | ----- |
|          | Ing. Rostislav Slavotínek  | KDU-ČSL        | KDU-ČSL           | KDU-ČSL               | 5 327                 | 22,06 | 7 453                 | 52,77 |
|          | Karel Jarůšek              | ODS            | ODS               | ODS                   | 7 936                 | 32,87 | 6 668                 | 47,22 |
|          | RNDr. Daniel Borecký, CSc. | KSČM           | KSČM              | KSČM                  | 3 555                 | 14,72 | —                     | —     |
|          | PhDr. Jiří Čejka           | ČSSD           | ČSSD              | ČSSD                  | 3 397                 | 14,07 | —                     | —     |
|          | doc. Ing. arch. Jiří Löw   | "LIRA"         | "LIRA"            | BEZPP                 | 2 836                 | 11,74 | —                     | —     |
|          | Karel Kobosil              | NEZ            | NEZ               | BEZPP                 | 1 086                 | 4,49  | —                     | —     |

### Rok 2010
| Kandidát | Kandidát                        | Volební strana | Navrhující strana | Politická příslušnost | Počet hlasů (1. kolo) | %     | Počet hlasů (2. kolo) | %     |
| -------- | ------------------------------- | -------------- | ----------------- | --------------------- | --------------------- | ----- | --------------------- | ----- |
|          | Ing. Stanislav Juránek          | KDU-ČSL        | KDU-ČSL           | KDU-ČSL               | 9 061                 | 24,82 | 13 749                | 53,93 |
|          | Mgr. Václav Božek, CSc.         | ČSSD           | ČSSD              | ČSSD                  | 9 774                 | 26,78 | 11 744                | 46,06 |
|          | prof. MUDr. Jiří Vorlíček, CSc. | TOP 09         | TOP 09            | BEZPP                 | 6 457                 | 17,69 | —                     | —     |
|          | Ing. Miroslav Hošek             | ODS            | ODS               | ODS                   | 6 151                 | 16,85 | —                     | —     |
|          | RNDr. Daniel Borecký, CSc.      | KSČM           | KSČM              | KSČM                  | 2 891                 | 7,92  | —                     | —     |
|          | Jiří Vítek                      | VV             | VV                | VV                    | 1 086                 | 2,97  | —                     | —     |
|          | JUDr. Jan Kux                   | Suverenita     | Suverenita        | BEZPP                 | 568                   | 1,55  | —                     | —     |
|          | Ladislav Zapletal               | SPOZ           | SPOZ              | SPOZ                  | 507                   | 1,38  | —                     | —     |

### Rok 2016
| Kandidát | Kandidát                      | Volební strana  | Navrhující strana | Politická příslušnost | Počet hlasů (1. kolo) | %     | Počet hlasů (2. kolo) | %     |
| -------- | ----------------------------- | --------------- | ----------------- | --------------------- | --------------------- | ----- | --------------------- | ----- |
|          | Mgr. Jiří Dušek, Ph.D.        | ANO             | ANO               | BEZPP                 | 9 248                 | 28,16 | 6 397                 | 51,94 |
|          | Ing. Stanislav Juránek        | KDU-ČSL         | KDU-ČSL           | KDU-ČSL               | 7 220                 | 21,99 | 5 917                 | 48,05 |
|          | PhDr. Jiří Čejka              | ČSSD            | ČSSD              | ČSSD                  | 4 640                 | 14,13 | —                     | —     |
|          | Mgr. Barbora Antonová         | SZ, TOP 09, ŽTB | TOP 09            | ŽTB                   | 4 210                 | 12,82 | —                     | —     |
|          | doc. PhDr. Jiří Pernes, Ph.D. | ODS, Moravané   | ODS               | Moravané              | 3 162                 | 9,63  | —                     | —     |
|          | Oldřich Duchoň                | KSČM            | KSČM              | KSČM                  | 2 483                 | 7,56  | —                     | —     |
|          | Luděk Moudrý                  | Úsvit           | Úsvit             | BEZPP                 | 940                   | 2,86  | —                     | —     |
|          | Lucie Zajícová                | ND              | ND                | BEZPP                 | 492                   | 1,49  | —                     | —     |
|          | MVDr. Lubomír Žalud           | KČ              | KČ                | KČ                    | 438                   | 1,33  | —                     | —     |

### Rok 2022
Ve volbách v roce 2022 obhajoval svůj mandát za ČSSD, ODS, Vas a Fakt Brno senátor Jiří Dušek. Mezi jeho pět vyzyvatelů patřili vysokoškolský učitel Zdeněk Koudelka, který kandidoval za Moravany, SPD a Trikoloru, nebo místostarosta městské části Brno-Židenice Petr Kunc, jenž kandidoval jako nestraník za SEN 21 poté, co odstoupil z kandidátky Pirátů pro senátní volby v tomto obvodu. Do Senátu kandidovali také hlavní architekt města Brna Michal Sedláček jako nestraník za KDU-ČSL a TOP 09, bývalý primátor Brna Petr Vokřál jako nestraník za hnutí ANO a jednatelka firmy a nestranička za stranu DOMOV Lucie Zajícová, která v tomto obvodu kandidovala již ve volbách v roce 2016.
První kolo vyhrál s 29,27 % hlasů Jiří Dušek, do druhého kola s ním postoupil Petr Vokřál, který obdržel 26,59 % hlasů. Druhé kolo vyhrál s 62,91 % hlasů Jiří Dušek.
| Kandidát | Kandidát                          | Volební strana            | Navrhující strana | Politická příslušnost | Počet hlasů (1. kolo) | %     | Počet hlasů (2. kolo) | %     |
| -------- | --------------------------------- | ------------------------- | ----------------- | --------------------- | --------------------- | ----- | --------------------- | ----- |
|          | Mgr. Jiří Dušek, Ph.D.            | ČSSD, ODS, Vas, Fakt Brno | ODS               | BEZPP                 | 10 383                | 29,27 | 10 544                | 62,91 |
|          | Ing. Petr Vokřál                  | ANO                       | ANO               | BEZPP                 | 9 434                 | 26,59 | 6 214                 | 37,08 |
|          | prof. Ing. arch. Michal Sedláček  | KDU-ČSL, TOP 09           | TOP 09            | BEZPP                 | 6 442                 | 18,16 | —                     | —     |
|          | doc. JUDr. Zdeněk Koudelka, Ph.D. | Moravané, SPD, Trikolora  | Trikolora         | Trikolora             | 5 082                 | 14,32 | —                     | —     |
|          | Ing. Petr Kunc                    | SEN 21                    | SEN 21            | BEZPP                 | 3 493                 | 9,84  | —                     | —     |
|          | Lucie Zajícová                    | DOMOV                     | DOMOV             | BEZPP                 | 634                   | 1,78  | —                     | —     |

## Volební účast
|  | nejvyšší volební účast |  | nejnižší volební účast |

| Rok  | % (1. kolo) | % (2. kolo) |
| ---- | ----------- | ----------- |
| 1996 | 34,17       | 31,63       |
| 1998 | 36,09       | 21,84       |
| 2003 | 16,69       | 10,27       |
| 2004 | 28,14       | 15,30       |
| 2010 | 43,16       | 28,27       |
| 2016 | 39,90       | 14,18       |
| 2022 | 44,78       | 19,99       |